# Сауккола
Сауккола (фін. Saukkola) — село в Фінляндії, входить до складу місто Лог'я, повіту Уусімаа.